# Albert André
Albert André (n. 24 mai 1869, Lyon, Rhône⁠(d), Franța – d. 11 iulie 1954, Laudun, Languedoc-Roussillon, Franța) a fost un pictor francez postimpresionist. A realizat portretul lui Pierre-Auguste Renoir, cel mai apropiat prieten al său, și al lui Claude Monet.

## Biografie
În 1889, s-a mutat la Paris pentru a se înscrie la Academia Julian. Acolo i-a cunoscut pe Ranson, Valtat și Georges d´Espagnat. De asemenea, a frecventat grupul Les Nabis din care avea să se inspire puternic la începuturile sale, din care au făcut parte: Bonnard, Vuillard, Denis, Vallotton. Apoi i-a cunoscut pe Marquet și Signac.

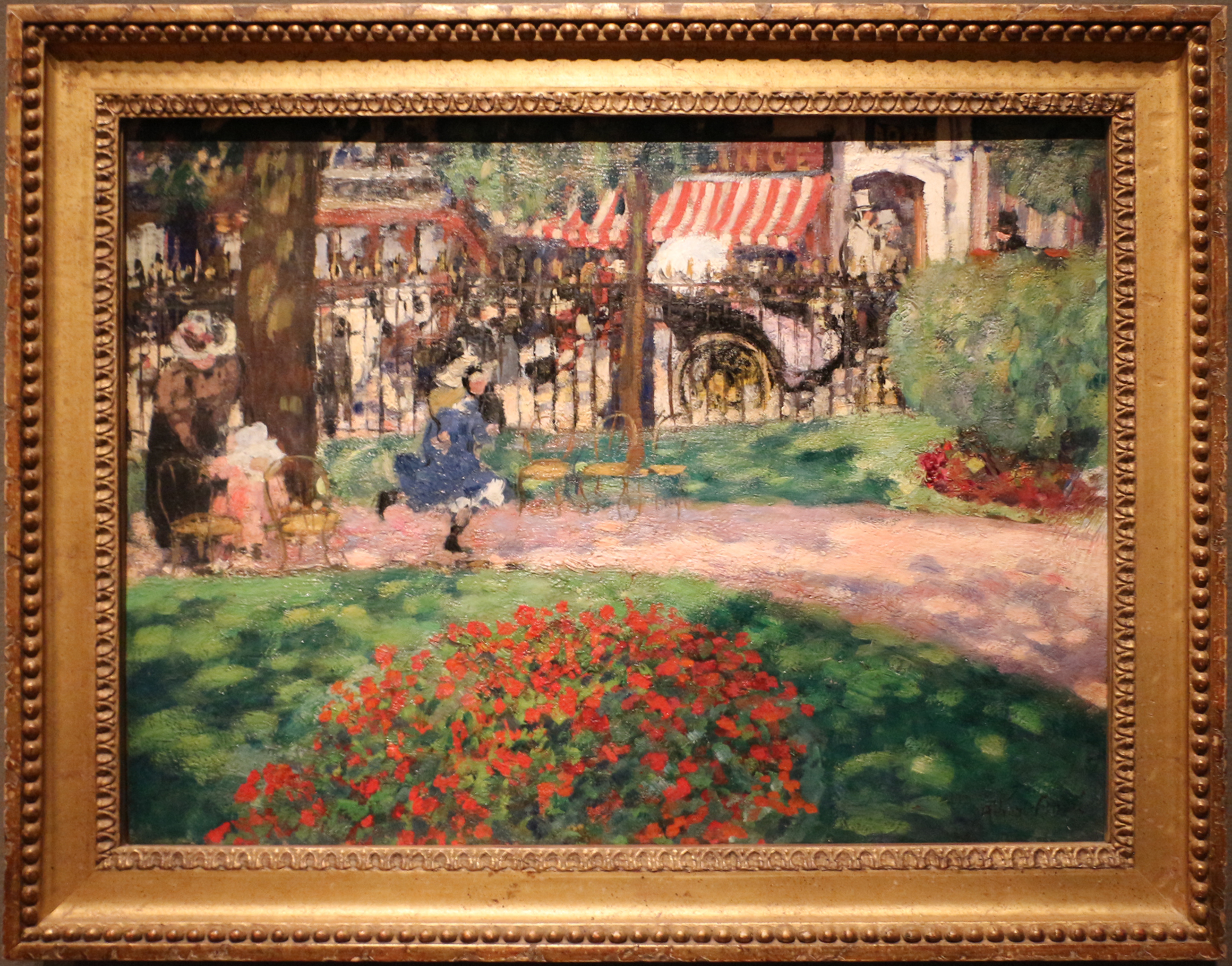
Place des Batignolles în 1893 de Albert André, Art Institute of Chicago.

În 1894, a participat la Salon des Indépendants cu 5 tablouri remarcate rapid de Auguste Renoir. În ciuda diferenței de vârstă, o prietenie solidă i-a unit până la moartea lui Renoir în 1919. Această întâlnire neașteptată a modelat cu adevărat cariera și viața lui Albert André. Prin intermediarul lui Renoir, Paul Durand-Ruel, Albert André va vinde mult în Statele Unite. În 1905, s-a căsătorit cu Marguerite Cornillac, cunoscută și sub numele de Maleck, de asemenea pictoriță.
Demobilizat în 1917, s-a mutat la Marsilia, nu departe de Marquet. Apoi s-a întors la Laudun (Gard), unde venea în vacanță încă din copilărie, sat în care familia sa deținea o casă și o mică podgorie. Sfătuit de Renoir, a acceptat postul de curator al muzeului din Bagnols-sur-Cèze (orașul vecin lui Laudun) pe care l-a deținut până la moartea sa în 1954. A adoptat-o pe Jacqueline Brétégnier care a preluat postul de curator al muzeul.

## Muzee
Albert André era foarte apropiat de criticul de artă Georges Besson cu care s-a împrietenit în anii 1910. În 1971, Georges Besson a decis să ofere colecția sa de artă țării, lăsând-o la muzeele din Besançon și Bagnols-sur-Cèze.
Muzeul de pictură din Bagnols-sur-Cèze îi poartă acum numele: Muzeul Albert-André.